# Michaił Kapica
Michaił Stiepanowicz Kapica (ros. Михаи́л Степа́нович Капи́ца, ur. 5 listopada 1921, zm. 15 listopada 1995 w Moskwie) – radziecki historyk i dyplomata.

## Życiorys
Studiował w Charkowskim Instytucie Języków Obcych, 1941 ukończył Moskiewski Państwowy Instytut Pedagogiczny Języków Obcych, a 1948 Wyższą Szkołę Dyplomatyczną Ministerstwa Spraw Zagranicznych ZSRR. Od 1943 pracownik Ludowego Komisariatu/Ministerstwa Spraw Zagranicznych ZSRR, był kolejno III sekretarzem, II i I sekretarzem Ambasady ZSRR w Chinach (do 1946). Od 1947 członek WKP(b), 1950-1952 radca Ambasady ZSRR w Chinach, 1952-1960 wykładowca i kierownik katedry Moskiewskiego Państwowego Instytutu Stosunków Międzynarodowych, jednocześnie 1954-1956 radca-ekspert Wydziału Dalekowschodniego MSZ ZSRR i 1956-1960 zastępca kierownika tego wydziału. Od 21 kwietnia 1953 kandydat nauk historycznych, a od 18 listopada 1958 doktor nauk historycznych, 3 stycznia 1960 mianowany profesorem. Od 15 lutego 1960 do 23 listopada 1961 ambasador nadzwyczajny i pełnomocny ZSRR w Pakistanie, 1962-1987 kierownik katedry Historii Azji i Afryki Moskiewskiego Uniwersytetu Państwowego, 1966-1970 kierownik Wydziału Azji Południowo-Wschodniej MSZ ZSRR, 1970-1982 kierownik Wydziału Dalekowschodniego i członek Kolegium MSZ ZSRR. 1982-1982 wiceminister i członek Kolegium MSZ ZSRR, 1986-1987 przewodniczący Komisji ZSRR ds. UNESCO, 1987-1994 dyrektor Instytutu Orientalistyki Akademii Nauk ZSRR/Rosyjskiej Akademii Nauk, 1989-1994 główny redaktor pisma „Azija i Afrika siegodnia”. Deputowany ludowy ZSRR.
Laureat Nagrody Państwowej ZSRR (1982), Zasłużony Działacz Kultury RFSRR (1980), odznaczony wieloma orderami.
Pochowany na Cmentarzu Kuncewskim.